# Тодтенвајс
Тодтенвајс (њем. Todtenweis) општина је у њемачкој савезној држави Баварска. Једно је од 24 општинска средишта округа Ајхах-Фридберг. Према процјени из 2010. у општини је живјело 1.394 становника. Посједује регионалну шифру (AGS) 9771169.

## Географски и демографски подаци
Тодтенвајс се налази у савезној држави Баварска у округу Ајхах-Фридберг. Општина се налази на надморској висини од 448 метара. Површина општине износи 20,3 km². У самом мјесту је, према процјени из 2010. године, живјело 1.394 становника. Просјечна густина становништва износи 69 становника/km².

## Међународна сарадња
| Мјесто      | Држава    | Врста сарадње | Од    |
| ----------- | --------- | ------------- | ----- |
| Авор        | Француска | партнерство   | 1976. |
| Фирстенфелд | Аустрија  | пријатељство  | 1952. |
| Извор       |           |               |       |